# Fukagawa-Edo-Museum

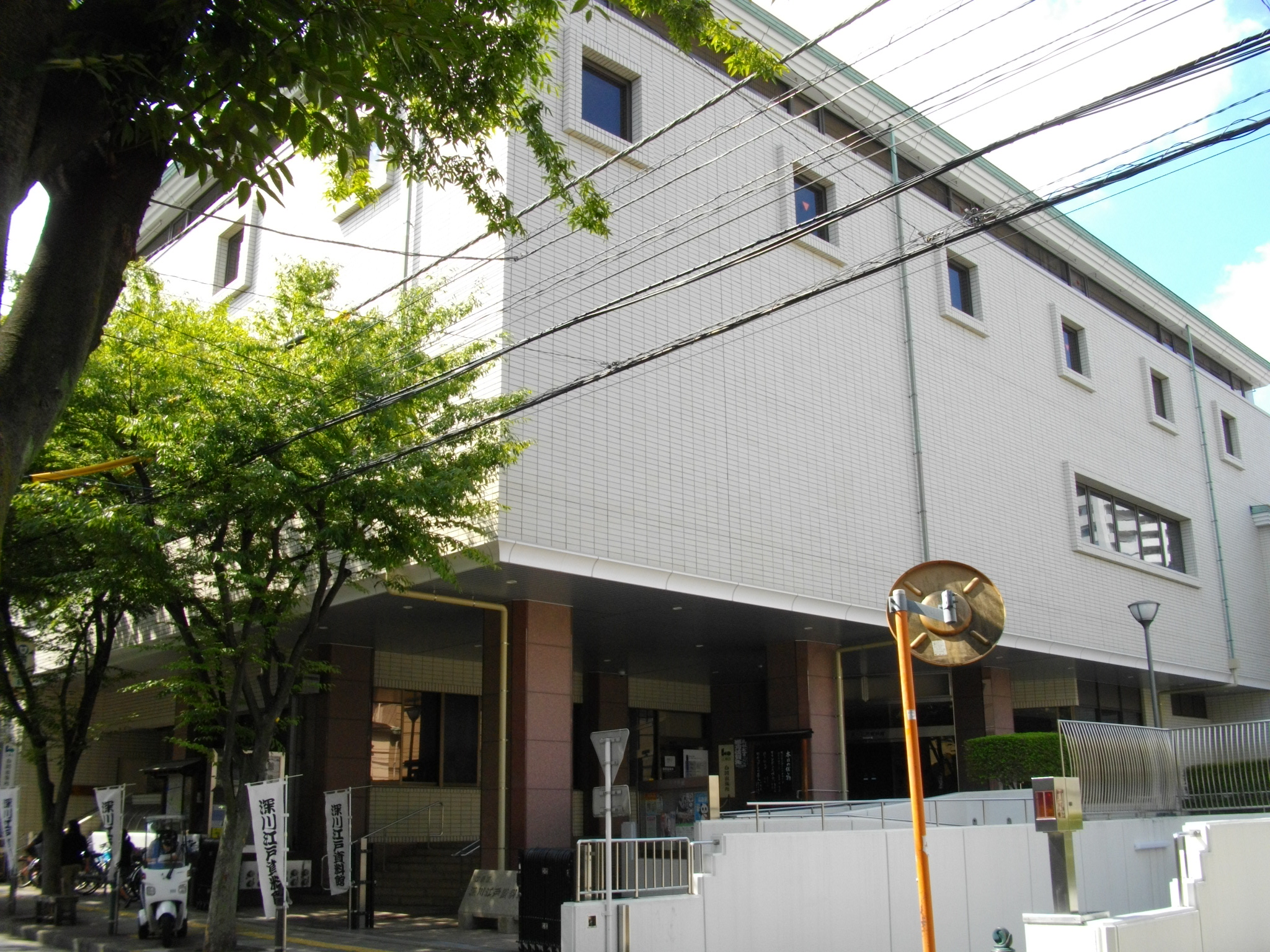
Das Museum

Das Fukagawa-Edo-Museum (japanisch 深川江戸資料館, Fukagawa Edo shiryōkan) ist ein vom Bezirk Kōtō getragenes kleines Heimatmuseum in Tokio.
Mittelpunkt des 1981 eröffneten und 2010/11 umgebauten Museums ist der 1:1-Nachbau eines typischen Tokioter Stadtteils aus der ersten Hälfte des 19. Jahrhunderts. Fukagawa, am Ufer des Sumida-Flusses gelegen, war eine Welt für sich mit sehr gemischter Beschäftigung. So gab es Fischer, Gemüsehändler, Öl-Großhändler, aber auch Lehrer für Rezitationsgesang (長唄), vor allem aber als Besonderheit die Kimpi(金肥)-Hersteller, die vor allem aus Hoshika (干鰯), getrockneten Fischresten, Dünger herstellten und verkauften.
Der Besucher des Museums kann durch die rekonstruierten Gässchen gehen, in denen unter anderem ein feuerfester Speicher (kura) und ein Ausguck (yagura) für die Entdeckung von Bränden nachgebaut wurden. Neben einer schmalen Hausreihe (nagaya) mit den winzigen Unterkünften der armen Leute beherbergt das Museum auch einen Kanal, wo ein passendes Boot, ein Chokibune (猪牙舟), am Anleger liegt. Eine Taverne ergänzt das Ensemble.
Das sehr viel größere Edo-Tōkyō-Museum hat später diese Präsentations-Idee mit dem Nachbau der Nihonbashi innerhalb des Museums übernommen. Dort ist die Rekonstruktion eines alten Stadtteils von Tokio ein Teil des Konzeptes, hier steht die Idee im Mittelpunkt.
Zum Museum gehört auch ein kleiner Theaterraum mit 300 Sitzen, der als eine Art Yose (寄席) gut geeignet ist für die Vorführung traditioneller Musik, von Tänzen oder Rakugo.

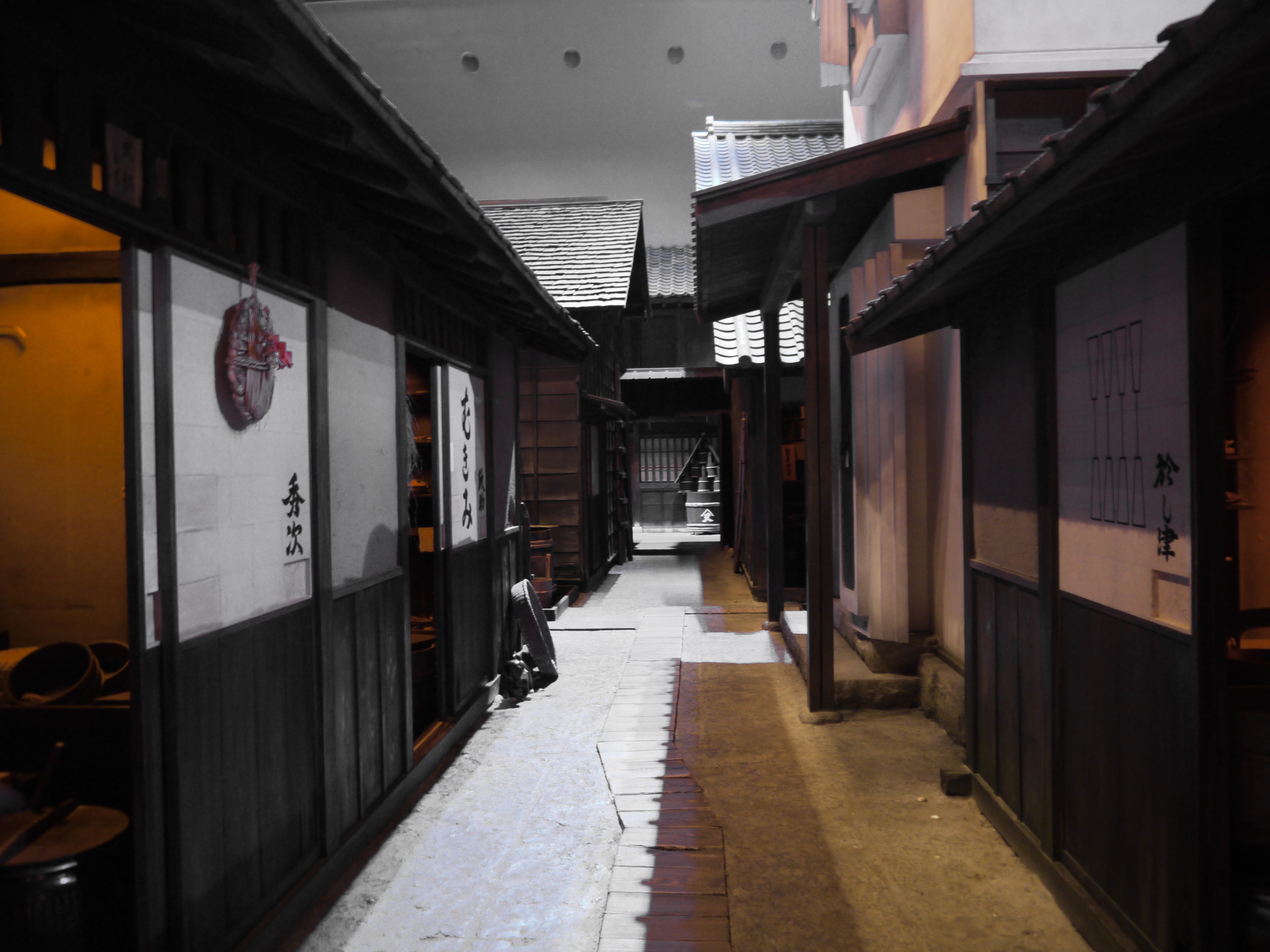
Gässchen mit abgedecktem Abwasserkanal in der Mitte
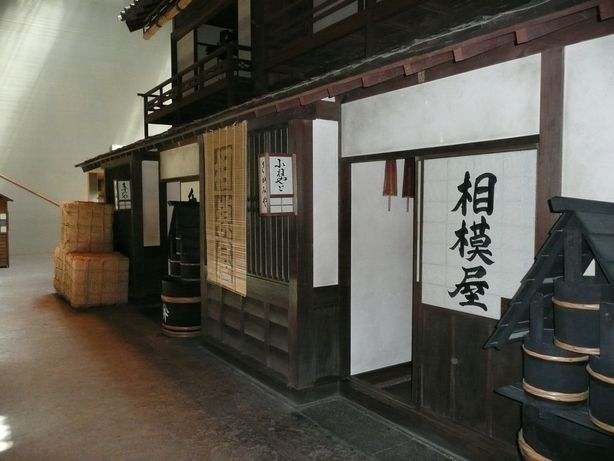
Ein weiteres Gässchen
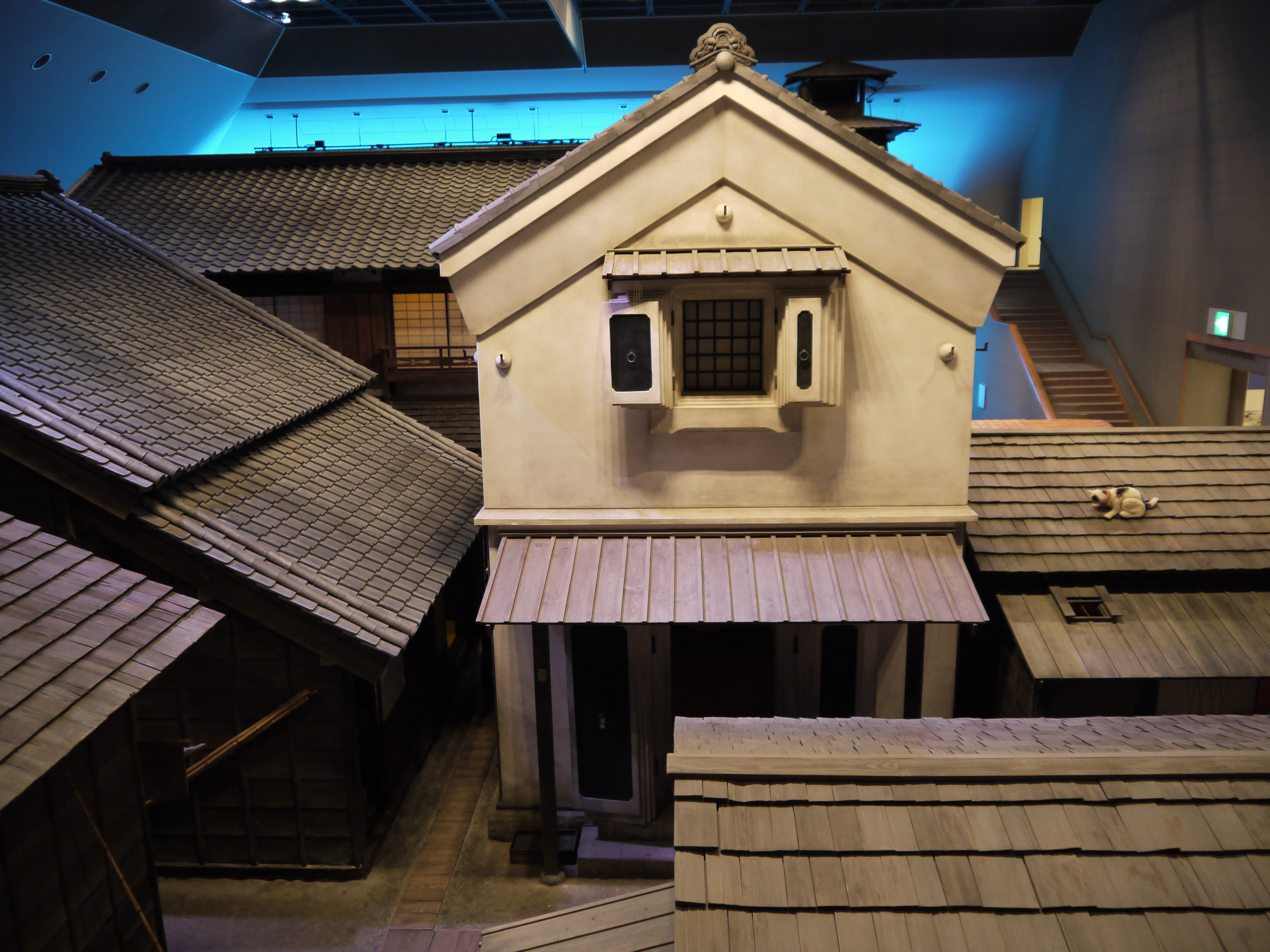
Ein Kura
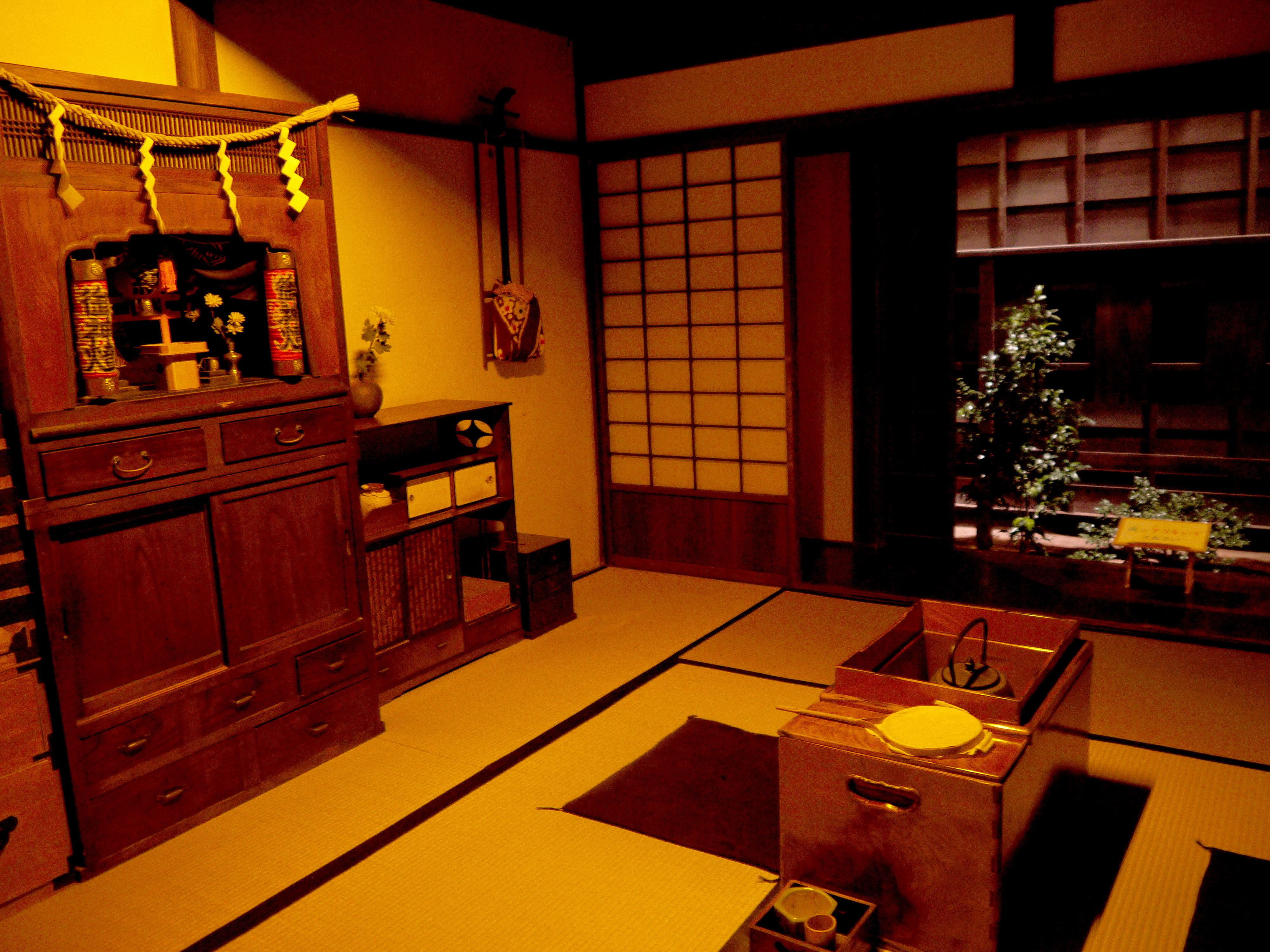
Wohnstube eines Wohlhabenden mit Hibachi
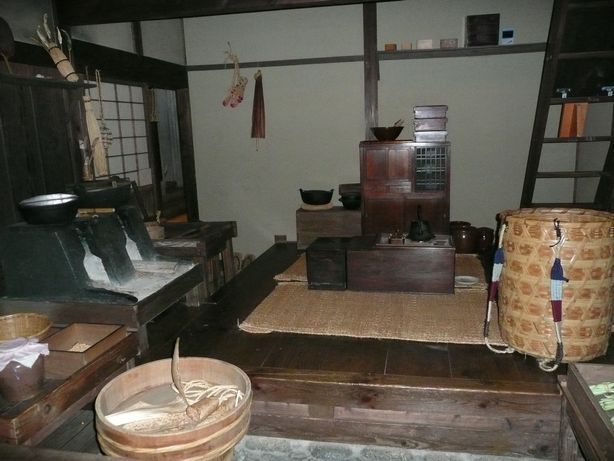
Produktionsstätte

## Weblink
- Seite des Museums

Koordinaten: 35° 40′ 51,9″ N, 139° 48′ 1,7″ O